# Легальна марихуана зараз
«Лега́льна марихуа́на за́раз» (англ. Legal Marijuana Now Party)  — політична партія в Сполучених Штатах Америки, створена в 1998 році з метою скасувати обмеження на використання марихуани. Свою активну діяльність партія здійснює в таких штатах, як Міннесота, Небраска, Колорадо, Айова, Нью-Джерсі, Вермонт і Вісконсин.
Партія «Легальна марихуана зараз» виступає за легалізацію марихуани і стверджує, що це збільшить кількість робочих місць і надходжень в економіку держави.

## Ідеологія
Ідеологія партії «Легальна марихуана зараз» полягає в наступному: Легалізувати вирощування і споживання марихуани вдома.
Скасувати минулі судимості за злочини, пов'язані з марихуаною.
Заборонити тестування на наркотики при працевлаштуванні.
Ліквідувати Управління по боротьбі з наркотиками.

## Структура і склад

### Лідерство
Усі рішення з важливих організаційних та фінансових питань приймаються керівництвом, що складається з членів партії «Легальна марихуана зараз» і які перебувають у партії не менше трьох років поспіль, та осіб, які обираються членами партії на щорічному з'їзді, що проводиться у червні.

### Державні та місцеві осередки
Партія «Легальна марихуана зараз» має державні осередки в Айові, Міннесоті, Небрасці, Нью-Джерсі, Вермонті та Вісконсині та місцеві в Сент-Полі та Омасі.

### Кандидати
У 2016 році партія «Легальна марихуана зараз» виставила своїх кандидатів у президенти США на голосування у двох штатах: Айові та Міннесоті. Руді Рейєс був висунутий партією «Легальна марихуана зараз» у 2020 році на посаду віцепрезидента США, але кампанію відклали до 2024 року.

## Історія

### Колорадо
У 2021 році голова партії «Легальна марихуана зараз» Крістал Габель балотувалася на пост мера Браша, штат Колорадо.

### Айова
Партія «Легальна марихуана зараз» включила своїх кандидатів у президенти до виборчих бюлетенів 2016 року. Зараз проводиться робота по включенню кандидатів у виборчі бюлетені у 2024 році.

### Міннесота
У 2014 році Ден Вацек балотувався на посаду генерального прокурора Міннесоти як кандидат від партії «Легальна марихуана зараз»  і отримав 57 604 голоси, що дозволило партії бути офіційно визнаною та отримувати державне фінансування. Партія «Легальна марихуана зараз» провела свій перший з'їзд у Міннесоті і ухвалила статут 26 листопада 2014 року. Члени-засновники Олівер Стейнберг, Марті Супер і Ден Вацек увійшли до керівного складу.
У лютому 2016 року Зак Фелпс був включений до виборчого бюлетеня на позачергових виборах у 35 окрузі штату Міннесота від партії  «Легальна марихуана зараз».
Кандидат на посаду державного аудитора Майкл Форд, від партії «Легальна марихуана зараз», отримав 133913 голосів або 5,28 %. У 2020 році кандидат від партії  «Легальна марихуана зараз» Адам Вікс помер за чотири тижні до виборів. Згідно з рішенням суду, в бюлетені було залишено ім'я кандидата Адама Вікса і він отримав 5,83 % голосів.

### Небраска
21 квітня 2021 року партія  «Легальна марихуана зараз» отримала офіційне визнання.

### Нью-Джерсі
В Нью-Джерсі партія «Легальна марихуана зараз» була заснована в 1998 році активістом Едом Форчіоном на знак протесту проти заборони конопель. Форчіон балотувався в Палату представників США в 1998, 2016 роках, на посаду губернатора Нью-Джерсі в 2005 році і на посаду сенатора США в 2006 році.

### Вермонт
У Вермонті партія «Легальна марихуана зараз» була заснована в 2002 році Лореттою Налл з Массачусетса після її арешту за зберігання марихуани. Налл була головою партії, поки не пішла у відставку в 2004 році.

## ЗМІ
Електронний бюлетень партії «Легальна марихуана зараз» — «Вісник свободи» — виходив щоквартально з 2015 по 2017 рік. Головним редактором був Ден Вацек. 

## Примітка
1. ↑  https://omaha.com/news/state-and-regional/govt-and-politics/legal-marijuana-now-party-gains-ballot-recognition-in-nebraska/article_aa188849-7a8c-5cc1-8ab8-6467900a35dd.html?mode=nowapp
2. 1 2  Q & A with the Legal Marijuana Now Party of Minnesota. web.archive.org. 10 травня 2017. Архів оригіналу за 10 травня 2017. Процитовано 7 червня 2022.
3. 1 2  Bureau, Martha Stoddard / World-Herald. Marijuana Party seeks spot on ballot for presidential race. Omaha World-Herald (англ.). Процитовано 7 червня 2022.
4. 1 2 3  Weg met Trump en Clinton, stem Legal Marijuana Now!. CNNBS.nl (нід.). 19 жовтня 2016. Архів оригіналу за 6 травня 2021. Процитовано 7 червня 2022.
5. ↑  Nast, Condé (2 жовтня 2019). Tired of Two Parties? Here Are Seven Alternatives. Teen Vogue (амер.). Архів оригіналу за 7 червня 2022. Процитовано 7 червня 2022.
6. ↑  Puniewska, Magdalena (4 червня 2018). More Women Are Running for Office Than Ever, But the Dress Code Hasn’t Changed. Racked (англ.). Архів оригіналу за 15 квітня 2022. Процитовано 7 червня 2022.
7. 1 2  alex hanson, Alex Hanson. Weekly politics wrap-up. Iowa State Daily (англ.). Архів оригіналу за 1 травня 2021. Процитовано 7 червня 2022.
8. ↑  Stassen-Berger: Don’t like Trump or Clinton? You have choices. Twin Cities (амер.). 24 серпня 2016. Архів оригіналу за 7 червня 2022. Процитовано 7 червня 2022.
9. ↑  Two candidates announce their bids for mayor of Brush. The Fort Morgan Times (амер.). 11 серпня 2021. Архів оригіналу за 21 серпня 2021. Процитовано 7 червня 2022.
10. ↑  Minnesota Secretary Of State - Political parties. www.sos.state.mn.us. Архів оригіналу за 11 березня 2022. Процитовано 7 червня 2022.
11. ↑  Independence Party demoted to minor-party status. MPR News (англ.). Архів оригіналу за 7 червня 2022. Процитовано 7 червня 2022.
12. ↑  Pot Matters: Minnesota Maverick Pushes Legalization Platform in Special Election. High Times (амер.). 9 лютого 2016. Архів оригіналу за 10 травня 2021. Процитовано 7 червня 2022.
13. ↑  Marijuana Party Candidate’s Death Is No Reason to Pause Election. news.bloomberglaw.com (англ.). Архів оригіналу за 6 травня 2021. Процитовано 7 червня 2022.
14. ↑  Berkel, Jessie Van; writers, Briana Bierschbach Star Tribune staff. Marijuana candidates shake up Minnesota races. Star Tribune. Архів оригіналу за 7 червня 2022. Процитовано 7 червня 2022.
15. ↑  Legal Marijuana Now Party Names New 2nd District Candidate Following Death Of Adam Weeks (амер.). 6 жовтня 2020. Архів оригіналу за 6 травня 2021. Процитовано 7 червня 2022.
16. ↑  Index - Election Results. electionresults.sos.state.mn.us. Архів оригіналу за 9 квітня 2022. Процитовано 7 червня 2022.
17. ↑  'Legal Marijuana NOW' now recognized as a party in Nebraska. AP NEWS (англ.). 21 квітня 2021. Архів оригіналу за 7 червня 2022. Процитовано 7 червня 2022.
18. ↑  Star-Herald, JUSTIN GARCIA. Legal Marijuana NOW party makes pitch to area voters. starherald.com (англ.). Архів оригіналу за 18 червня 2021. Процитовано 7 червня 2022.
19. ↑  New Jersey Cannabis Information Portal | NewJerseyCannabis.org. New Jersey Cannabis Information Portal (амер.). Архів оригіналу за 18 грудня 2021. Процитовано 7 червня 2022.
20. ↑  NJ Democrats try to boot Legalize Marijuana Party candidate off the ballot. Raw Story - Celebrating 18 Years of Independent Journalism (англ.). 12 червня 2014. Архів оригіналу за 21 квітня 2021. Процитовано 7 червня 2022.
21. ↑  How to attract voters’ attention? Cleavage. NBC News (англ.). Архів оригіналу за 7 червня 2022. Процитовано 7 червня 2022.